# Serpiano (Italien)
Serpiano ist ein italienisches Dorf der Gemeinde Riolunato in der Region Emilia-Romagna. Es liegt auf einer Höhe von etwa 1030 Metern über Normalnull etwa drei Kilometer nordwestlich von Riolunato. Die Haupteinnahmequelle des Dorfes sind die Forst- und Landwirtschaft.